# Pjotr Iwanowitsch Poletika
Pjotr Iwanowitsch Poletika (russisch Пётр Иванович Полетика; * 1778; † 1849) war ein russischer Diplomat und Gesandter in den Vereinigten Staaten.

## Leben
Poletika genoss eine aristokratische Bildung, bekleidete verschiedene diplomatische Posten und war Senator. Im Tagebuch des Geheimrats Pawel Diwow wird berichtet, dass Poletika Alexander I. Gerüchte aus Sankt Petersburg und des Hofes mitteilte und so Einfluss auf Alexander I. erhielt.
Poletika war Autor des Buches Erinnerungen, das 1885 postum veröffentlicht wurde.